# Duroia steinbachii
Duroia steinbachii är en måreväxtart som beskrevs av Paul Carpenter Standley. Duroia steinbachii ingår i släktet Duroia och familjen måreväxter. Inga underarter finns listade i Catalogue of Life.